# Nikos Logothetis
Nikos K. Logothetis (* 5. November 1950 in Istanbul, Türkei) ist ein deutscher Biologe und Neurowissenschaftler griechischer Herkunft.

## Leben und Wirken
Logothetis studierte Musik (Theorie und Klavier) und Mathematik (Diplom 1977) in Athen und danach Biologie in Thessaloniki (Diplom 1980) und in München. Von 1970 bis 1973 war er Mitglied der Musikband PELOMA. Der Name leitet sich von den Anfangsbuchstaben der Nachnamen der Bandgründer ab (Lo steht für Logothetis). Im Jahr 1985 wurde er bei Ernst Pöppel in München in Biologie promoviert. Nach fünf Jahren als Postdoktorand am MIT ging er 1990 ans Baylor College of Medicine, wo er 1995 Associate Professor wurde. Von 1996 bis 2020 war Logothetis Direktor der Abteilung Physiology of Cognitive Processes (dt. „Physiologie kognitiver Prozesse“) des Max-Planck-Instituts für biologische Kybernetik in Tübingen. Seine Forschungsschwerpunkte liegen in der Erforschung der neuronalen Mechanismen der visuellen Wahrnehmung.
Nach Logothetis’ Überzeugung ist zum Verständnis eines Systems eine Beschreibung auf allen Ebenen nötig, so dass in seiner Abteilung Zellableitungen innerhalb der Großhirnrinde neben Modellierung und Bildgebung auf allen Ebenen betrieben wird. So wird neben funktioneller Magnetresonanztomographie auch in vivo Spektroskopie betrieben und die Arbeitsgruppe forscht an intelligenten Kontrastagentien (smart contrast agents (SCA)), um die funktionelle Bildgebung für andere Effekte als die hämodynamische Antwort nutzbar zu machen.
Logothetis machte bedeutende Entdeckungen zur Verknüpfung des BOLD-Kontrasts (BOLD: blood oxygenation level dependent, also „abhängig vom Blutsauerstoffgehalt“) mit der Aktivität des Gehirns auf Neuronenebene. Diese Erkenntnisse sind wesentlich für eine korrekte Interpretation der Messungen mit der funktionellen Magnetresonanztomographie (fMRT).
2020 erhielt Logothetis einen Ruf nach Shanghai, wo er seit 2021 Ko-Direktor des International Center for Primate Brain Research an der Chinesische Akademie der Wissenschaften ist. Er begründete den Wechsel nach China unter anderem damit, dass seine Forschung in Deutschland stark behindert werde, nachdem ein Bericht von Stern TV seinen Ruf geschädigt habe. Darin war über Versuche an Affen in seinem Laboratorium berichtet worden, die angeblich gegen den Tierschutz verstießen. 2018 war ein Strafverfahren gegen Logothetis und seine Mitarbeiter gegen Zahlung einer Geldauflage eingestellt worden.

## Auszeichnungen und Mitgliedschaften
- 1999: Golden Brain Award
- 2003: Louis-Jeantet-Preis[2]
- 2004: Zülch-Preis[3]
- 2005: Mitglied der Deutschen Akademie der Naturforscher Leopoldina[9]
- 2007: Neuronal Plasticity Prize
- 2008: Aufnahme in die American Academy of Arts and Sciences
- 2008: W. Alden Spencer Award
- 2009: Aufnahme in die National Academy of Sciences
- 2016: Ehrung von der griechischen Akademie der Wissenschaften[10]
- 2019: Ehrendoktorat der Nationalen und Kapodistrias-Universität Athen[11]

## Publikationen
- mit David L. Sheinberg: Visual object recognition. In: Annual Review of Neuroscience. Bd. 19, 1996, S. 577–621, doi:10.1146/annurev.ne.19.030196.003045.
- mit Randolph Blake: Visual competition. In: Nature Reviews Neuroscience. Bd. 3, 2001, S. 13–21, doi:10.1038/nrn701.
- mit Jon Pauls, Mark Augath, Torsten Trinath und Axel Oeltermann: Neurophysiological investigation of the basis of the fMRI signal. In: Nature. Bd. 412, Nr. 6843, 2001, S. 150–157, doi:10.1038/35084005.
- The neural basis of the blood–oxygen–level–dependent functional magnetic resonance imaging signal. In: Proceedings of the Royal Society. Series B: Biological Sciences. Bd. 357, Nr. 1424, 2002, S. 1003–1037, JSTOR:3066744.
- The underpinnings of the BOLD functional magnetic resonance imaging signal. In: Journal of Neuroscience. Bd. 23, Nr. 10, 2003, S. 3963–3971, doi:10.1523/JNEUROSCI.23-10-03963.2003.
- mit Josef Pfeuffer: On the nature of the BOLD fMRI contrast mechanism. In: Magnetic Resonance Imaging. Bd. 22, Nr. 10, 2004, S. 1517–1531, doi:10.1016/j.mri.2004.10.018.
- mit Brian A. Wandell: Interpreting the BOLD signal. In: Annual Review of Physiology. Bd. 66, 2004, S. 735–769, doi:10.1146/annurev.physiol.66.082602.092845.
- R. Hindriks, M. H. Adhikari, Y. Murayama, M. Ganzetti, D. Mantini, N. K. Logothetis, G. Deco: Can sliding-window correlations reveal dynamic functional connectivity in resting-state fMRI? In: Neuroimage. Band 127, 15. Feb 2016, S. 242–256. doi:10.1016/j.neuroimage.2015.11.055.
- M. L. Kringelbach, J. Cruzat, J. Cabral, G. M. Knudsen, R. Carhart-Harris, P. C. Whybrow, N. K. Logothetis, G. Deco: Dynamic coupling of whole-brain neuronal and neurotransmitter systems. In: Proc Natl Acad Sci U S A. Band 117, Nr. 17, 28. Apr 2020, S. 9566–9576. doi:10.1073/pnas.1921475117.